# Galaxy Green
Galaxy Green est une bande dessinée de deux pages de Jack Kirby, produite en 1970.
Elle devait être publiée aux États-Unis dans Uncle Carmine's Fat City Comix, la revue tabloïde underground de DC Comics finalement annulée et jamais publiée. Galaxy Green est finalement parue dans des fanzines et notamment dans The Jack Kirby Collector de John Morrow.
En France, Galaxy Green a été publiée dans Strange n°1, édité par Organic Comix. Les pages ont été colorisées par Reed Man. L'histoire a été terminée par Jean Depelley (scénario) et Reed Man (dessin et couleurs) dans Strange n°3 et 6bis.
Les personnages apparaissent avec d'autres créations personnelles de Kirby dans la série Kirby: Genesis par Kurt Busiek et Alex Ross publiée par Dynamite Entertainment et adaptée en France par Panini.